# Лечење хипертензивних поремећаја у трудноћи
Лечење трудница са хроничном хипертензијом облик је терапије код оних жена код којих је крвни притисак јако повишен. Циљ лечења је спречавање најтежих последица: изненадна смрт, инфаркт миокарда и цереброваскуларни инзулт. Бројна клиничка испитивања показују да снижавање дијастолног притиска само за 5-6 ммХг смањује релативни ризик од цереброваскуларних инзулта за једну трећину, а коронарне компликације за једну шестину.
Међутим да би се оправдала антихипертензивна терапија код трудница с хроничном хипертензијом код којих је притисак благо до умерено повишен (систолни 140 mmHg или више, а испод 160 mmHg или дијастолни 90 mmHg или више, а испод 110 mmHg), корист за мајку и побољшање перинаталног исхода услед те терапије мора бити већа од потенцијалног ризика од негативних ефеката по сигурност плода и новорођенчета, укључујући и могућност да фармаколошко снижавање системског крвног притиска код мајке може резултовати угрожавањем утероплацентног протока крви. 
Тренутно доступни докази указују на потенцијалну корист антихипертензивне терапије за мајку у смислу смањења прогресије ка тешкој хипертензији, мада нема директне користи за плод нити значајног побољшања перинаталног исхода код жена с хроничном хипертензијом.

## Дефиниције за хипертензију у трудноћи
Јединствене дефиниције за хипертензију у трудноћи још увек нема. Различити стручњаци и стручна друштва за хипертензију заснивају дефиницију на различитим дијагностичким критеријумима:
- [3]апсолутним вредностима систоле и дијастоле или само дијастоле,
- средњем артеријском притиску
- на порасту вредности систоле и дијастоле у другом тромесечју у односу на вредности измерене у првом тромесечју или пре трудноће.

Други проблем при дефиницији хипертензије лежи у томе што промене у вредностима систоле и дијастоле могу бити последица хемодинамских промена у нормалној трудноћи. Те осцилације у вредностима крвног притиска присутне су и код нормотензивних и код хронично хипертензивних трудница.  
Компликације које се могу јавити код плода мајки са хипертензијом су интраутерини застој у расту, асфиксија, па чак и смрт плода. 
Дефиниција СЗО заснива се на апсолутним вредностима крвног притиска,  ≥ 140/90 mmHg или на порасту истог у односу на вредности измерене у првом триместру или пре трудноће. Као дијагностички критеријум узима се пораст систоле од 26 mmHg или дијастоле од 15 mmHg.

## Етиологија, патогенеза епидемиологија
Етиологија настанка хипертензије у трудноћи још увек је непозната. Хипертензија је најчешћи медицински проблем са којим се сусрећемо током трудноће и компликује до 10% трудноћа.  Хипертензивни поремећаји током трудноће су класификовани у 4 категорије, према препорукама Радне групе Националног програма едукације о високом крвном притиску у трудноћи:
Хронична хипертензија
Хронична хипертензија у трудноћи дефинише се ао крвни притисак који прелази 140/90 мм Хг пре трудноће или пре 20 недеље гестације. Када се хипертензија први пут идентификује током трудноће жене и мања је од 20 недеља гестације, повишени крвни притисак обично представља хроничну хипертензију.  .
Прееклампсија-еклампсија
Насупрот хтронична хипертензија, нови почетак очитавања повишеног крвног притиска након 20 недеља гестације захтева разматрање и искључивање прееклампсије. 
Прееклампсија се јавља у 3-6% свих трудноћа, а инциденца је 1,5 до 2 пута већа у првим трудноћама.Нешто је чешћа код близаначке трудноће код које са јавља у 14% случајева. Вероватноћа да ће се прееклампсија поновити у другој трудноћи крће се око 18%.
Према старијим истраживањима свака 600. трудница имала је еклампсију, а данас, захваљујући благовремено предузетој дијагностици и терапији, проредила се толико да тек једна од 2.500 трудница добије екламптични напад.  На глобалном нивоу смртност трудница од ове компликације трудноће је око 3%, а смртност плода од 10 до 30%.
Прееклампсија надређена хроничном хипертензијом
Гестацијска хипертензија
Гестацијска хипертензија (пролазна хипертензија трудноће или хронична хипертензија идентификована у другој половини трудноће).  Ова терминологија има предност у односу на старији, али широко коришћени термин „хипертензија изазвана трудноћом“ јер је прецизнија.  
Гестацијска хипертензија се односи на хипертензију са почетком у другом делу трудноће (>20 недеља гестације) без икаквих других обележја прееклампсије, а праћена нормализацијом крвног притиска после порођаја. Од жена које у почетку имају очигледну гестациону хипертензију, око једне трећине развија синдром прееклампсије. Такве, пацијенте треба пажљиво посматрати ради ове прогресије. Патофизиологија гестацијске хипертензије је непозната, али у одсуству карактеристика прееклампсије, исходи код мајке и фетуса су обично нормални.
Међутим, гестацијска хипертензија може бити претеча хроничне хипертензије касније у животу. Проспективна  показала је да пацијенти са хипертензивним поремећајима трудноће имају 2,4 пута већи ризик за развој нове хипертензије 10 година касније, у поређењу са пацијентима који немају такву историју.

### Патофизиологија
Након бројних и вишевековних истраживања болест је названа болест теорија због многобројних теорија о њеном настанку, али ни једна није дала јасан одговор. Оно што се сигурно зна јесте да је у основи патофизиолошког процеса вазоспазам артериола или сужавање лумена крвног суда изазвано стезањем (са повећањем крвног притиска, успорењем крвотока и опадањем телесне температуре). Настаје због контракције (стезања) глатких мишићних ћелија у средњем слоју крвног суда (лат. tunica media).

### Епидемиологија
На 100.000 трудноћа једна до две жене умре због хипертензије, односно 16% свих смртних случајева трудница изазвано је хипертензијом.
У радовима из старе Индије и Египта могу наћи подаци да се за ово обољење знало још пре 4000 година.  
Труднице са овом проблематиком спадају у високоризичне категорије које захтевају интезиван надзор у току трудноће, порођаја, али и извесно време после порођаја.

## Терапија

### Лечење акутне хипертензије у трудноћи
Снижавање крвног притиска
Акутна тешка хипертензија у трудноћи је стање које захтева  хитну медицинску помоћ - снижавање крвног притиска у року од 30 минута од потврде да би се смањио ризик од можданог удара код мајке. Према Мишљењу #623 комитета АЦОГ из фебруара 2015. године...Хитна терапија за акутну хипертензију, тешку хипертензију током трудноће и пост-порођајног периода, опција за прву линију лечења укључује:
- орални нифедипин са тренутним ослобађањем,
- ИВ лабеталол
- ИВ хидралазин.

Мировање и хоспитализација'
Жене са погоршаном хипертензијом током трудноће често се стављају у стање мировања у кревету или им се саветује ограничена активност, иако ниједан научни доказ не показује да је то корисно за продужење трудноће или смањење морбидитета/смртности мајке или фетуса.
Жене са хипертензијом и сумњом на прееклампсију се обично примају у болницу ради пажљивог посматрања и дијагностике. 
Медицински надзор
Труднице са утврђеном прееклампсијом морају се пажљиво пратити, било у болници или у оквиру свеобухватног програма кућног праћења под надзором акушера.

### Лечење хроничне хипертензије у трудноћи
Женама са благом хроничном хипертензијом често није потребна антихипертензивна терапија током већег дела трудноће. Фармаколошки третман благе хипертензије не смањује вероватноћу развоја прееклампсије касније у гестацији и повећава вероватноћу интраутериног ограничења раста. Међутим, ако крвни притисак мајке прелази 160/100 mmHg, препоручује се лечење лековима.
Доступне су три опције лечења у случајевима благе хроничне хипертензије у трудноћи. Антихипертензивни лекови се могу обуставити или прекинути, уз накнадно пажљиво праћење крвног притиска. Пошто крвни притисак опада током нормалне трудноће и нема података који подржавају примену лекова код пацијената са крвним притиском мањим од 160/100 mmHg , аутори најчешће препоручују ову опцију.
Ако је жена на фармаколошком третману са средством које се не препоручује за употребу у трудноћи, може се прећи на алтернативни антихипертензивни агенс који се преферира за употребу у трудноћи. Ако је жена на фармаколошком третману са средством прихватљивим за употребу у трудноћи, она може да настави своју тренутну антихипертензивну терапију.
Жене са хроничном хипертензијом у трудноћи треба пратити због развоја погоршања хипертензије и/или развоја суперпониране прееклампсије (ризик је приближно 25%). Лабораторијске претраге за прееклампсију треба поновити ако се крвни притисак пацијента повећа или ако се појаве знаци или симптоми прееклампсије.

### Лечење прееклампсије
Жене са сумњивом, благом или дијагностикованом прееклампсијом која је удаљена од термина или лабилног крвног притиска због хроничне хипертензије и/или гестацијске хипертензије треба да буду хоспитализоване ради пажљивог посматрања, одмора у кревету и честог праћења фетуса. Озбиљност било каквих абнормалности приликом пријема диктира учесталост анализе крви. Када се дијагностикује прееклампсија, порођај је увек у најбољем интересу мајке. Свако кашњење у порођају треба да буде због несигурности у вези са дијагнозом или незрелости фетуса.
Дневни преглед треба да обухвати фундускопски преглед на ретинални спазам или едем, преглед плућа на знаке преоптерећења запремином, преглед срца на ритмове галопа, преглед трбуха на осетљивост јетре, преглед екстремитета/сакрума на повећање едема и неуролошки преглед на клонус.
Жене са прееклампсијом која је удаљена од термина (<34-36 недеља гестације) треба одмах да се пребаце у установу са адекватним ресурсима за бригу о превремено рођеној новорођенчади. Ово је неопходно јер погоршање активности болести прееклампсије може захтевати хитан порођај у било ком тренутку.
Када се прееклампсија развије далеко од термина (<34-36 недеља гестације), често се покушавају продужити трудноћа како би се омогућио даљи раст и сазревање фетуса. У овом окружењу, и матерински и фетални статус морају бити веома пажљиво праћени у високоризичном акушерском центру. Тестирање фетуса треба да се обавља најмање два пута недељно, користећи комбинацију биофизичких профила и тестирања без стреса под надзором акушера (погледајте Фетални мониторинг). Олакшан порођај треба да се деси ако се примети погоршање стања код мајке или фетуса, а о начину порођаја се одлучује на основу акушерских индикација.
Лечење хипертензије која је последица прееклампсије лековима може лажно уверити лекара да има резултете, али не успорава напредовање процеса; стога, ако се предузме лечење антихипертензивима, клиничари морају бити опрезни у погледу свих других симптома, знакова и лабораторијских доказа о погоршању прееклампсије. 
Остали симптоми и знаци погоршања прееклампсије морају се рутински тражити и олакшати порођај ако се стање мајке или фетуса погорша.
Труднице којима је дијагностикован ХЕЛЛП синдром обично се порођају након што су кортикостероиди у корист фетуса. Повремено, пацијент може бити превише нестабилан да би чекао пуну корист од стероида, па треба размислити о моменталном порођају.

## Препоруке за медикаментну терапију
Како у нормалној трудноћи, средњи артеријски притисак жене пада за 10-15 mmHg током прве половине трудноће појава хипертензије је знак патолошког стања.  
Већина жена са благом хроничном хипертензијом (систолни притисак 140-160 mmHg, дијастолни притисак 90-100 mmHg) има сличан пад крвног притиска и можда неће требати никакве лекове током овог периода. 
Супротно томе, дијастолни притисак већи од 110 mmHg  повезан је са повећаним ризиком од абрупције плаценте и интраутериног ограничења раста, а систолни притисак већи од 160 mmHg  повећава ризик од унутарможданог крварења мајке. Стога, труднице треба започети са антихипертензивном терапијом ако је систолни притисак већи од 160 mmHg  или дијастолни притисак већи од 100-105 mmHg. 
Циљ фармаколошког лечења треба да буде дијастолни притисак мањи од 100-105 mmHg и систолни притисак мањи од 160 mmHg. Жене са већ постојећим оштећењем крајњих органа услед хроничне хипертензије треба да имају нижи праг за почетак узимања антихипертензивних лекова ( >139/89 mmHg ) и нижи циљни крвни притисак (<140/90 mmHg).
Ако се крвни притисак труднице одржава изнад 160 mmHg систолног и/или 110 mmHg дијастолног притиска у било ком тренутку, брзо снижавање крвног притиска, брзо делујућим агенсима, индиковано је ради безбедности мајке.
Антиконвулзивна терапија се може предузети у условима тешке прееклампсије (примарна профилакса) или у условима екламптичких напада (секундарна профилакса). Најефикаснији агенс је ИВ магнезијум сулфат или фенитоин као алтернативна, иако мање ефикасна терапија.
Метилдопа има утврђену безбедносну евиденцију, али је благи антихипертензив са спорим почетком деловања, а повезан умор може ограничити пацијентову подношљивост овог лека.
Лабеталол има бржи почетак деловања, може се давати орално или парентерално, и генерално је пожељнији као агенс прве линије.  Једна ретроспективна студија која се поклапа са склоностима контроле случаја и резултатом проценила је повезаност између излагања бета-адренергичкој блокади у касном тромесечју са лабеталолом, метопрололом и атенололом. и неонаталном брадикардијом или хипогликемијом. Постојала је мала повезаност између лабеталола и неонаталне хипогликемије, јер је апсолутна стопа у изложеној групи била је 4,3% наспрам 1,2% у групи која није била изложена склоности. Лабеталол је ефикасан лек који се добро толерише и који се још увек може сматрати агенсом прве линије, а као и код било ког лека за мајке, педијатар треба да прегледа лекове за мајку да би се утврдио одговарајући неонатални надзор.
Повезаност између ових лекова и неонаталне хипогликемије ограничена је већом преваленцијом већ постојећег и гестационог дијабетеса у изложеним групама у односу на неекспониране (13,9% према 3,8% и 20,6% према 8,3%). Упркос анализи осетљивости, већа је вероватноћа да ће жене са дијабетесом прегледати своју бебу на хипогликемију, тако да се пристрасност детекције не може потпуно искључити.
Ако су други бета-блокатори потребни за лечење хипертензије код срчаних обољења, надолол и метопролол су разумне опције.
Нифедипин (лек дугог дејство) је разуман лек за лечење хроничне хипертензије.
АЦЕ инхибиторе треба избегавати током трудноће, јер су повезани са феталном бубрежном дисгенезом или смрћу када се користе у другом и трећем триместру, као и са повећаним ризиком од малформација кардиоваскуларног и централног нервног система када се користе у првом тромесечју.
Антагонисти/блокатори рецептора ангиотензина II се не користе током трудноће, јер имају механизам деловања сличан оном код АЦЕ инхибитора.
Диуретици не изазивају малформације фетуса, али се углавном избегавају у трудноћи, јер спречавају физиолошко повећање запремине које се види у нормалној трудноћи. Могу се користити у стањима хипертензије зависне од запремине, као што је болест бубрега или срца.

## Нежељена дејства антихипертензивне терапије
Здрав фетус зависи од здраве мајке, тако да лекове треба користити само када постоји јасна корист за мајку. Категоризација америчке Управе за храну и лекове (ФДА) за употребу лекова током трудноће је поједностављена и понекад обмањујућа. Да цитирамо наводе ФДА, која наводи за било који лек у класи А до Д да се може користити смао...када потенцијална корист оправдава потенцијални ризик.
Иако доступни подаци сугеришу да се сви испитивани агенси излучују у мајчино млеко, већина њих се излучује у занемарљивом степену. Верује се да су сви антихипертензивни лекови компатибилни са дојењем, али је разумно користити лекове са добро утврђеним параметрима.

### Тератогени утицај
Употреба антихипертензивних лекова код мајке током трудноће претставља ризик од тератогенезе. Иако постоје контрадикторни докази; две студије указују на то да изложеност антихипертензивним лековима може бити повезана с повећаним ризиком од срчаних абнормалности плода, али ти подаци нису довољно поткрепљени другим налазима.
Иако повећан број малформација може бити умерен, наведени подаци подупиру општу стратегију опреза код прописивања било којег лека у трудноћи, посебно током првог триместра. Како нема довољно егзатних података, већина стручњака наглашава потребу за додатним добро проведеним проспективним студијама како би се појаснили ризици и користи. Како у  овом тенутку недостатју чврсти докази у корист антихипертензивне терапије, како би се избегли тератогени утиицаји  антихипертензивних лекова, код благе до умерене хипертензије у трудноћи, не препоручује се увођење терапије све док систолни крвни притисак не достигне 160 mmHg или више, и/или дијастолни 105 mmHg или више.
АЦЕ инхибиторе треба избегавати током трудноће, јер су повезани са феталном бубрежном дисгенезом или смрћу када се користе у другом и трећем триместру, као и са повећаним ризиком од малформација кардиоваскуларног и централног нервног система када се користе у првом тромесечју.  У ретроспективној кохортној студији, Ли и сарадници су открили да је током првог тромесечја ризик од малформација уз употребу АЦЕ инхибитора сличан употреби других антихипертензива, и да је очигледан повећан ризик од малформација више последица мајчина основна хипертензија, а не лекова.